# Chof Bat Galim – Kirjat Eli'ezer
Chof Bat Galim – Kirjat Eli'ezer (hebrejsky חוף בת גלים – קריית אליעזר‎, doslova Pobřeží Bat Galim – Kirjat Eli'ezer) je část města Haifa v Izraeli. Tvoří podčást 4. městské čtvrti Ma'arav Chejfa.
Jde o územní jednotku vytvořenou pro administrativní, demografické a statistické účely. Zahrnuje nejsevernější část čtvrti Ma'arav Chejfa, ležící na okraji Haifského zálivu v místech, kde do něj klesá hřbet pohoří Karmel. Nacházejí se tu obytné okrsky jako Kirjat Elijahu, Kirjat Eli'ezer a Bat Galim.
Populace je židovská s arabskou menšinou. Rozkládá se na ploše 2,32 kilometru čtverečního. V roce 2008 zde žilo 18 810 lidí, z toho 12 530 židů, 910 muslimů a 1 810 arabských křesťanů.